# 江川宇礼雄
江川 宇礼雄（えがわ うれお、1902年〈明治35年〉5月7日 - 1970年〈昭和45年〉5月20日）は、日本の俳優、映画監督、脚本家。本名はウィリー・メラー（後に江川 ウレオ）。愛称は「ウレシュウ」。

## 生涯

### 生い立ち
1902年（明治35年）、ドイツ極東艦隊海軍病院薬局長として来日したドイツ人のフリードリッヒ・ウィルヘルム・メラーと河内出身の日本女性ゑいの次男として神奈川県横浜市山下町（現在の同県同市中区同町）に生まれる。幼い時に、両親が離婚。父は長男を連れてドイツに帰国、母にひきとられた江川は本名を「ウィリー」から「ウレオ」に改名した。
1915年（大正4年）に神奈川師範附属小学校を卒業、同級生に青柳信雄、中田晴康（脚本家）、国木田虎雄、高橋英一がいた。セント・ジョセフ・カレッジ普通科にすすむが、混血児であることから不当な差別を受けてぐれてしまい、その頃には横浜界隈では有名な不良少年となっていた。

### 大活入社
第一次世界大戦の最中の1917年（大正6年）3月に「敵国ドイツ人の子供」ということで、放校処分になる。正則中学に入学するも1919年に2学年で中退、横浜のチャブ屋街に住んでいた谷崎潤一郎宅に出入りし、同年9月に谷崎が文芸顧問をしていた大活に入社するが、谷崎の愛人で義妹の葉山三千子と駆け落ちする。中河与一はのちに『続・探美の夜』（1958年）で二人のことを書いている（江川は実名、三千子は仮名）。1920年9月に高輪中学（現・高輪高等学校）の3学年に編入するも、翌1921年2月に中退、弟（佐藤夏樹）宅に居候していた佐藤春夫の元に転がり込む。
江川は谷崎に大変可愛がられた時期もあり、谷崎の初期作品には江川をモデルとしたものがある。映画界では、「ウレシュウ」の愛称で親しまれた。

### デビュー
当初、江川は監督志望だったが、大活の経営状態が悪化し、高松プロ、小笠プロなどを渡り歩き、映画仲間の内田吐夢、井上金太郎、渡辺篤、二川文太郎と共に牧野教育映画に入り、1921年（大正10年）の『兄弟仲は？』で映画初出演する。その後は監督助手に回るも、映画館の営業主任などを務めた。
1923年（大正12年）、仲間との窃盗容疑で逮捕され、年末懲役一年の判決を受けるが、里見弴、久米正雄、佐藤春夫らがその文才を惜しんで減刑嘆願を行い、24年（大正13年）3月、控訴審で執行猶予がつく。

### 監督
1927年（昭和2年）、現代劇を制作していた阪東妻三郎プロダクションで、念願だった初監督作品として『夜の怪紳士』を撮る（脚本兼任）。以後監督業に専念して、「紅蓮地獄」（原作は今東光）などを撮った。
しかし、その後は不遇が続き、1931年（昭和6年）に高田稔の紹介で俳優として松竹蒲田撮影所に入社。当初脇役として過したのち、主演級に抜擢され、以後島津保次郎、小津安二郎の作品などに主演し続ける。

### 主演スター
1934年（昭和9年）9月、岡譲二、逢初夢子らと松竹蒲田を脱退し、「協同映画」を設立、日活と提携する。同社で『多情仏心』（原作は里見弴）に出演。1935年（昭和10年）、日活多摩川に、岡譲二らと並ぶ主演スターの一人として入社する。この頃の代表作に『ジャズの街かど』『海国大日本』『丸髷と文学』がある。1940年（昭和15年）に東宝に移り、大作『熱砂の誓い』に準主役として出演する。
第二次世界大戦中も同盟国のドイツとの混血であることから戦前同様の活躍を見せ、『緑の大地』 （1942年）に出演している。戦後は新東宝で活躍し、1957年（昭和32年）にフリーとなった。テレビ出演も多く、特に1966年（昭和41年）のTBS『ウルトラQ』での一の谷博士役が有名。

### 晩年
1965年（昭和40年）に江川の一人娘が結婚する際、江川は妻子を連れてドイツに行き、父に引き取られ生き別れになっていた兄と再会、父の墓参を果たしたという。その5年後の1970年（昭和45年）5月20日、東京都港区の虎の門病院で心不全のため死去。68歳。告別式は同月22日、東京都世田谷区の自宅で行われた。

## 人物・エピソード
- 1922年（大正11年）、京都一商に通学していたマキノ雅弘は、御陵参拝の行事を父親のマキノ省三のロケに行くと言う命令で休まされ、四条小橋で『人は人道』のロケに出ているのを級友たちに見つかってしまい、退学処分となってしまった。省三は担任あてに手紙を書いたが相手にされず、雅弘はそのまま学校を飛び出した。すると表には雅弘を心配して、今道潤三をはじめ、内田吐夢や漠与太平、江川らが集まっていた。彼らは校長室に直談判に行き、退学処分を撤回してくれた[5]。
- 稲垣浩は親友で、阪妻プロで2人が出会った時は稲垣は俳優、江川は助監督と、後と立場が逆だった。当時月給20円と貧しかった江川は稲垣にカツ丼をおごってもらってから親しくなり、煙草や食事も2人で分けるほどになった。阪妻プロで1927年（昭和2年）にチーフ助監督となったとき、稲垣と伏見信子の主演で『九番倉庫』という脚本を書き、これがヒットしたため、会社から「すぐに第二作の脚本を書け」と言われたが、江川は「監督をさせてくれるなら書きます」と返答。こうして『夜の怪紳士』という無国籍物の映画で監督デビューとなった。
- 稲垣はこの映画で西条香代子と恋人役を演じることになったが、大柄な西条と小柄な稲垣では画にならず、稲垣の提案でソファーでラブシーンを撮ることになった。江川は雰囲気を出すため自らヴァイオリン（あまり上手でない）で「トロイメライ」を弾いて、苦心してこのシーンを撮ったという。
- 江川と稲垣はその13年後の1939年（昭和14年）に日活京都の『尊王村塾』で立場を逆転させて再会した。この映画は赤倉温泉スキー場がロケ場所となったが、稲垣はスキー経験がなかった。そこで江川が用具の見立てから足腰の鍛錬法、ワックスによる手入れ、滑降術など、4週間のロケ中に指導した。江川自身は一度も滑らなかったが、おかげで稲垣はスキーが滑れるようになった。ところがのちに稲垣は日活多摩川の人から「ウレさんはスキーどころかダンスも踊れませんよ」と言われ、驚いたという。
- 若いころ、酒に酔うと看板や電柱、ポストなどに頬ずりをする奇癖があった。助監督だったころに稲垣と神戸ロケがあり、飲みに行った後、当時元町を走っていた市電に頬ずりをしたいと言って走り出し、稲垣を慌てさせた。当時稲垣はまだ酒が飲めず、終始江川のお守り役だったので、なんとかなだめて駅前の旅館まで連れ帰ったものの、柵の向こうの貨物列車を見つけるや、いきなり柵を乗り越えて列車に頬をすりはじめた。その挙句、「ああ、これで今夜は楽しく眠れるぞ」と顔を煤で真っ黒けにしながら眠りについたという。これだけのことをしながら、翌朝はいつも何も覚えていないのだという[6]。
- 里見弴とは谷崎潤一郎の縁で以前から親しく、里見原作の「多情仏心」に登場した不良少年西山普烈は江川がモデルだという。1934年に映画化された際は、江川自身が西山を演じた。
- 喜劇役者の森川信は江川の後輩で、森川曰く、“硬派でとてもこわい先輩”だったという。
- 非常な愛国者であり、戦後に荒廃した日本の世相を嘆いた。「私は日本人の母を持ち、日本で育った。だから、心の底から愛せる国は、日本しかないんです。敗戦で滅茶苦茶になったこの国を、建て直していきませんか。」と古くからの友人に語っている[6]。
- 帝銀事件の公判のニュース映像(1948年12月)で、傍聴席に江川そっくりの人物[7]がすわっている。江川は社会意識が高かったのでこの裁判を傍聴したと勘違いされることがあるが、この酷似した人物は被告人・平沢貞通の義弟で、江川ではないとされる[8]。
- 母親を溺愛しており、母が末期ガンにかかっていることが判明すると、母をつれて、日本中のガンに利くとされる温泉を歴訪して回った。その甲斐なく母が病死すると、江川は、周囲が発狂したのではないかと思うほど、取り乱して泣いたという[6]。
- 細川ちか子の兄である横田豊秋とは、正則中学の同級生で、トヨシュウ、ウレシュウと呼び合う仲だった[2]。

## おもな作品

### 脚本
- 九番倉庫（1927年）
- 夜の怪紳士（1927年）
- 霊の審判 （1928年）

### 監督作品
- 夜の怪紳士（1927年）※監督デビュー作
- 紅蓮地獄
- 国定忠次侠血篇（1927年）

### 映画出演
- 思ひ出多き女（1931年 松竹蒲田）
- 青春の夢いまいづこ（1932年 松竹）
- 金色夜叉（1932年 松竹蒲田）
- 港の日本娘（1933年 松竹蒲田）
- 東京の女（1933年 松竹）
- ジャズの街かど（1933年 松竹）
- 君と別れて（1933年 松竹蒲田）
- 東洋の母（1934年 松竹）
- 夢みる頃（1934年 松竹）
- 利根の朝霧（1934年 松竹）
- 丸髷と文学（1936年 松竹）
- 限りなき前進（1937年 日活）
- 時代の霧 春実の巻（1937年 日活）
- 時代の霧 静子の巻（1937年 日活）
- 忠臣蔵 天の巻・地の巻（1938年、日活） - 堀部安兵衛
- 路傍の石（1938年、日活） - 熊方信義
- 維新前夜 （1941年 東宝）
- 虞美人草（1941年 東宝）
- 緑の大地 （1942年 東宝）
- 九十九人目の花嫁（1947年 新東宝映画）
- 鍋島怪猫伝（1949年 新東宝映画）
- 影を慕いて （1949年 国際放映）
- たそがれ酒場（1955年 新東宝）
- 軍神山本元帥と連合艦隊（1956年 新東宝）
- 明治天皇と日露大戦争（1957年 新東宝）
- 彼岸花（1958年 松竹大船）
- 影法師捕物帖（1959年 新東宝）
- 新・三等重役 亭主教育の巻（1960年 東宝）
- 日本一のホラ吹き男（1964年 東宝）

### テレビドラマ出演
- 誰か見ている（1956年、KRテレビ（現・TBS））
- 遊星人M（1956年、KRT）
- 海は春風（1957年、NHK）
- 華々しき一族（1957年、KRテレビ）
- 乾杯東京娘（1957年、日本テレビ）
- 開港余聞岡志館附近（1957年、NHK）
- 私だけが知っている（1957年 - 1963年、NHK）
- 女房の秘宝（1958年、NHK）
- 華やかな誘惑（1958年、KRテレビ）
- 源氏鶏太シリーズ 御先代様（1958年、KRテレビ）
- おかあさん（1958年、KRテレビ）
- 裁判 血液の証言（1958年、KRテレビ）
- CQ.CQ.……（1958年、日本テレビ）
- 誘惑（1959年、日本テレビ）
- 駆け出せミッキー（1959年 - 1960年、KRテレビ）
- 空は蒼いが（1959年、NET）
- 東京の幽霊（1959年、日本テレビ）
- 三菱ダイヤモンド劇場「ナリン殿下の回想」（1959年、フジテレビ）
- シャープクライマックス 人生はドラマだ（日本テレビ）
  - 蟻の町のマリア（1960年）
  - 西郷隆盛 （1960年）
- マラヤに死す（1960年、NET）
- これが真実だ（1960年、フジテレビ）
- レミは生きている（1960年、NET）
- 水道完備ガス見込（1960年 - 1963年、NET）
- CQ!ペット21（1960年 - 1961年、日本テレビ）
- 車引殺人事件（1960年、NHK）
- マダムは夜歩く（1961年、日本テレビ）
- グリーン劇場「不法所持」（1961年、KRテレビ）
- 707桁まで（1961年、日本テレビ）
- クーデター・ブーム（1961年、NET）
- 夫婦百景（1961年、日本テレビ）
- 咲子さんちょっと（1961年 - 1963年、TBS）
- 命あるかぎり（1961年、NET）
- あひる飛びなさい（1963年、NHK）
- ウルトラQ（1966年、TBS / 円谷プロ） - 一の谷博士
- 特別機動捜査隊 第418話「地獄の裏側」（1969年、NET / 東映） - 熊谷画伯

### テレビバラエティ出演
- 私だけが知っている（1957年 - 1958年、NHK）

### CM
- チオクタンW（藤沢薬品工業）

### 歌
- 麦と兵隊